# Amaury II de Craon
Pour les autres membres de la famille, voir Famille de Craon.
Amaury II de Craon, né vers 1244 et mort en 1270, est seigneur de Craon et sénéchal de Touraine, d'Anjou et du Maine.

## Biographie
Amaury II de Craon est le fils aîné de Maurice IV de Craon, seigneur de Craon, et d'Isabelle de la Marche . Il est né vers 1244.
À la mort de son père Maurice IV de Craon en mai 1250, Amaury II devient seigneur de Craon et sénéchal de Touraine, d'Anjou et du Maine. Il n'a alors que six ans. Il est donc sous la tutelle de sa mère, Isabelle de la Marche,, qui utilise le titre de sénéchal d'Anjou. Amaury II est encore sous la tutelle de sa mère en octobre 1259,.
En 1266, le Parlement rend à Amaury des émoluments qu'il aurait dû toucher en tant que sénéchal de Touraine, d'Anjou et du Maine, mais dont, parce que mineur, il avait été privé. On ne sait pas si cette situation est exceptionnelle.
Son seul acte connu est sa participation au tournoi de Cambrai du 27 mai 1269, organisé pour le mariage de Jean Ier de Brabant et de Marguerite, fille du roi de France Louis IX. Son blason est alors indiqué : losangé d'or et de gueules,.
Amaury II de Craon épouse, à une date inconnue, Yolande de Dreux, fille de Jean Ier de Dreux et de Marie de Bourbon-Dampierre,,. Yolande de Dreux est d'ascendance capétienne, arrière-petite-fille du roi de France Louis VI le Gros. Ce mariage, qui va au-delà du réseau d'alliances régionales qui prévalait dans la famille de Craon, permet à celle-ci de se rapprocher du trône. Le douaire de Yolande de Dreux est assigné sur les seigneuries de Sablé, de Briollay et de Châteauneuf, qui se trouvent aux marges de la seigneurie de Craon. Amaury et Yolande n'ont pas d'enfant,. 
Amaury II de Craon meurt en 1270, à l'âge de 26 ans. Son frère Maurice V lui succède comme seigneur de Craon et passe un accord avec Yolande de Dreux au sujet des biens meubles de son douaire. Elle se remarie avec Jean de Trie, comte de Dammartin,.